# Pol-e Ābdūgh
Pol-e Ābdūgh är en ort i Iran.   Den ligger i provinsen Khuzestan, i den centrala delen av landet, 400 km söder om huvudstaden Teheran. Pol-e Ābdūgh ligger 872 meter över havet och antalet invånare är 238.
Terrängen runt Pol-e Ābdūgh är kuperad åt sydväst, men åt nordost är den bergig. Pol-e Ābdūgh ligger nere i en dal. Runt Pol-e Ābdūgh är det ganska tätbefolkat, med 56 invånare per kvadratkilometer. Närmaste större samhälle är Jangeh, 16,2 km norr om Pol-e Ābdūgh. Omgivningarna runt Pol-e Ābdūgh är i huvudsak ett öppet busklandskap.